# 北方碱茅
北方碱茅（学名：Puccinellia borealis）为禾本科碱茅属下的一个种。